# Doyenné d'Hiver (pera)
Doyenné d'Hiver ( en España conocida como 'Decana de Invierno' en la E. E. Aula Dei) es el nombre de una variedad cultivar de pera europea Pyrus communis. Esta pera está cultivada en la colección de la Estación Experimental Aula Dei (Zaragoza). Es originaria de Bélgica. Esta variedad fue descubierta por Van Mons alrededor de 1787, en el antiguo jardín capuchino de Lovaina. Las frutas de pulpa blanca o amarillenta, de textura fundente, ligeramente granulosa junto al corazón, jugosa, con un sabor dulce, con un aroma muy pronunciado, muy bueno.

## Sinonimia
- "Doyenné d'hiver",
- "Decana de Invierno",
- "Mantecosa de Pascua",
- "Easter Beurre".[4]

## Historia
El peral 'Doyenné d'hiver' es originario de Bélgica. Esta variedad fue descubierta por Van Mons alrededor de 1787, en el antiguo jardín capuchino de Lovaina.
Consta una descripción del fruto: Leroy, 1867 : 72; Hedrick, 1921 : 159; Soc. Pom. France, 1947 : 293; Kessler, 1949 : 119; ; Baldini y Scaramuzzi, 1957 : 303, y en E. E. Aula Dei.
La pera 'Easter Beurre' está cultivada en diversos bancos de germoplasma de cultivos vivos tales como en National Fruit Collection aquí desde el año 1973 con el número de accesión: 2001-051 y nombre de accesión: Easter Beurre. También está cultivada en la colección de la Estación Experimental Aula Dei (Zaragoza) con nombre de accesión 'Decana de Invierno'.

## Características
'Decana de Invierno' es un árbol de extensión erguido, y se forman espolones fácilmente, de vigor moderado. Los botones florales pueden aguantar las heladas tardías. Tiene un tiempo de floración que comienza a partir del 18 de abril con el 10% de floración, para el 23 de abril tiene una floración completa (80%), y para el 3 de mayo tiene un 90% caída de pétalos. El tubo del cáliz en embudo con conducto corto, generalmente estrecho.
'Decana de Invierno' tiene una talla de fruto variable generalmente grande; forma ovoide o doliforme, sin cuello aunque a veces se estrecha en la parte superior, superficie irregular, con grandes y pequeñas protuberancias irregularmente distribuidas, simétrica o asimétrica, contorno irregular con tendencia a pentagonal, con un peso promedio de 280,00 g; piel ruda o semi-ruda, mate, seca; epidermis con color de fondo amarillo verdoso claro, con zonas verdes más oscuras, generalmente sin chapa, excepcionalmente ligera chapa dorado cobriza o sonrosada, presentando un punteado abundante, generalmente ruginoso-"russeting", a veces con aureola verde, también pequeñas zonas ruginosas alrededor de la base del pedúnculo y cavidad del ojo y manchitas irregulares espaciadas por el resto del fruto, "russeting" (pardeamiento áspero superficial que presentan algunas variedades) de medio a alto (26-75%); cavidad del cáliz variable, en general amplia y medianamente profunda, rara vez casi superficial, con el borde fuertemente ondulado o mamelonado, a veces interrumpido por uno o más surcos, interior de la cavidad, con frecuencia fruncido junto al ojo, el ojo grande o medio, cerrado o entreabierto; Sépalos grandes, triangulares de base muy ancha, total o parcialmente carnosos, convergentes con las puntas generalmente rizadas hacia fuera; pedúnculo corto o medio, recio, leñoso, parcialmente carnoso, muy engrosado, formando maza en su extremo superior, recto o ligeramente curvo, implantado generalmente derecho, cavidad del pedúnculo estrecha, medianamente profunda, con el borde fuertemente ondulado o mamelonado.
Las peras 'Decana de Invierno' tienen pulpa blanca o amarillenta, de textura fundente, ligeramente granulosa junto al corazón, jugosa, con un sabor dulce, con un aroma muy pronunciado, muy bueno.
Madura en invierno. La pera debe ser recolectada mejor cuando aún esta verde y relativamente dura. Las condiciones óptimas para la maduración se encuentran en áreas secas y sombreadas, y la maduración generalmente toma de 7 a 10 días desde que se recogió la pera. Las peras producidas comercialmente normalmente se recolectan y envían a las tiendas mientras están verdes.

## Polinización
Excelente polinizador para otras variedades ya que es parcialmente autofértil.
'Doyenné d'hiver' está incluido en el grupo de polinización 4, pero para obtener la mejor cosecha de este peral, necesita una de las siguientes variedades cercanas:
- Clapp's Favorite (grupo de polinización 3)
- Conference (polinización grupo 3)
- Winter Nelis (grupo de polinización 3)[11]